# Krzysztof Okoń
Krzysztof Okoń (ur. 23 stycznia 1939 w Warszawie) – polski wiolonczelista, malarz i rzeźbiarz.

## Życiorys
Muzyka
Urodził się w Warszawie. W Zakopanem spędził dzieciństwo i młodość. Później zamieszkał na stałe w Krakowie. Tam też studiował grę na wiolonczeli w Państwowej Wyższej Szkole Muzycznej. Studia kontynuował w Rzymie w latach 1960–1963 w klasie włoskiego wiolonczelisty Enrico Mainardiego w Akademii Muzycznej św. Cecylii oraz u francuskiego wiolonczelisty André Navarry w Accademia Chigiana w Sienie.
Od 1964 występował w „Trio Krakowskim” razem z Jerzym Łukowiczem (fortepian) i Antonim Cofalikiem (skrzypce). Zespół koncertował w Europie, USA, Jordanii i Algierii. Zdobył w 1965 I Nagrodę Premio Antonio Vivaldi na konkursie muzyki kameralnej w Sienie organizowanym przez Accademia Chigiana, Złoty Medal miasta Rzymu w 1973 i Nagrodę Miasta Krakowa w 1975.
Malarstwo i rzeźba
Krzysztof Okoń rozpoczął działalność plastyczną w 1965 roku, zajmując się malarstwem na szkle, a od końca lat 70. również rzeźbą (pełną i płaskorzeźbą). Jego prace były prezentowane na wielu wystawach w Polsce i za granicą, m.in. w Muzeum Archidiecezjalnym w Krakowie, w Warszawskim Państwowym Muzeum Etnograficznym czy we Francji w Chartres. W 1992 roku artysta otrzymał Nagrodę im. św. Brata Alberta, za „wybitne osiągnięcia w dziedzinie sztuki sakralnej”.